# Limnodromus
Genre
Limnodromus est un genre d'oiseaux de la famille des Scolopacidae. Ses trois espèces ont pour nom normalisé Bécassin. Auparavant elles étaient nommées Limnodrome.

## Liste des espèces
D'après la classification de référence (version 14.1, 2024) de l'Union internationale des ornithologues, il y a 3 espèces du genre Limnodromus (ordre philogénique) :
- Limnodromus semipalmatus (Blyth, 1848) – Bécassin d'Asie ;
- Limnodromus scolopaceus (Say, 1822) – Bécassin à long bec ;
- Limnodromus griseus (Gmelin, JF, 1789) – Bécassin roux.